# Bout de Zan au bal masqué
Pour plus de détails, voir Fiche technique et Distribution.
Bout de Zan au bal masqué est un film muet français réalisé par Louis Feuillade et sorti en 1913.

## Fiche technique
- Titre : Bout de Zan au bal masqué
- Réalisation : Louis Feuillade
- Scénario : Louis Feuillade
- Société de production : Société des Établissements L. Gaumont
- Pays d'origine :  France
- Langue : intertitres en français
- Format : Muet - Noir et blanc - 35 mm - 1,33:1
- Genre : Comédie
- Durée : 8 minutes
- Dates de sortie : 
  - France : août 1913

## Distribution
- Marguerite Lavigne
- René Poyen : Bout de Zan
- Jeanne Saint-Bonnet
- Edmond Bréon